# Smáratorg 3
Smáratorg 3 (także Smáratorg Tower) – wieżowiec w centralnej części islandzkiego miasta Kópavogur wchodzącego w skład Regionu Stołecznego, w dzielnicy Smárahverfi, naprzeciw centrum handlowego Smáralind. Został oddany do użytku 11 lutego 2008 r. Mieści się tu oddział światowego koncernu Deloitte.
Ma 20 pięter, a jego wysokość wynosi 77,6 metrów. Jest najwyższym budynkiem w Islandii, a także trzecią pod względem wysokości budowlą w kraju po masztach nadawczych w Eiðar i Hellissandur. Powierzchnia obiektu wynosi 14 400 m².
Obiekt został zaprojektowany przez biuro architektoniczne Arkís. Inwestorem była SMI Real Estate Group.

## Galeria

Smáratorg 3
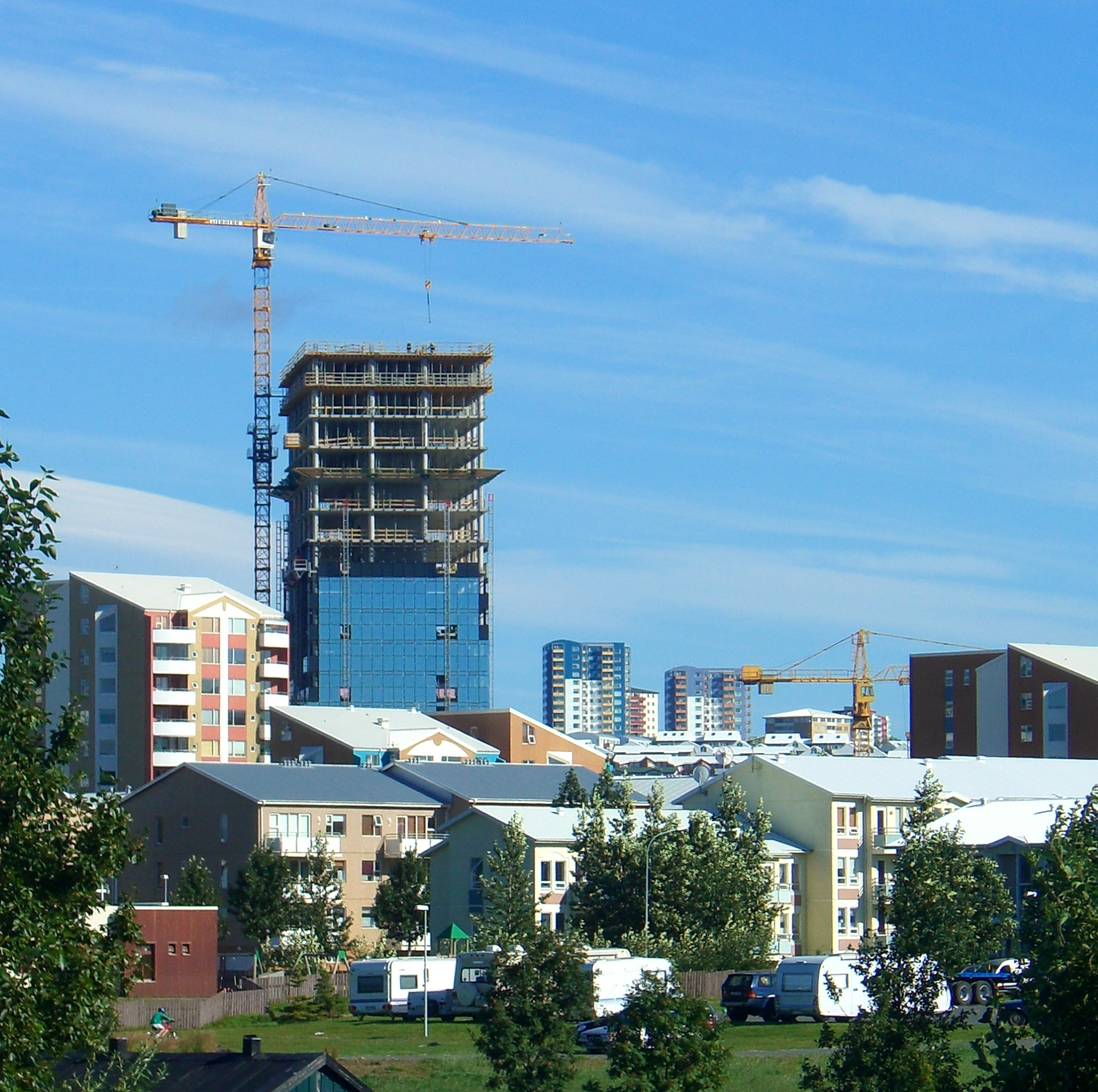
w trakcie budowy, 2007
widok z przodu, 2010
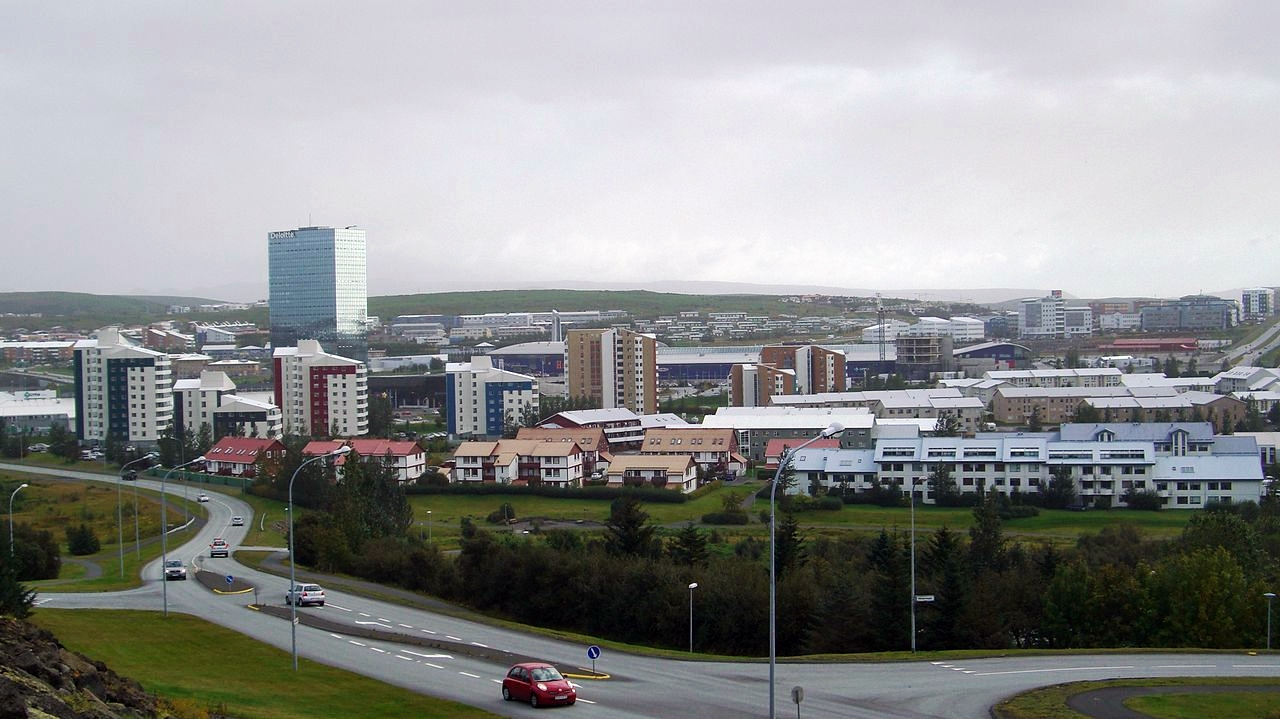
na tle miasta, 2010
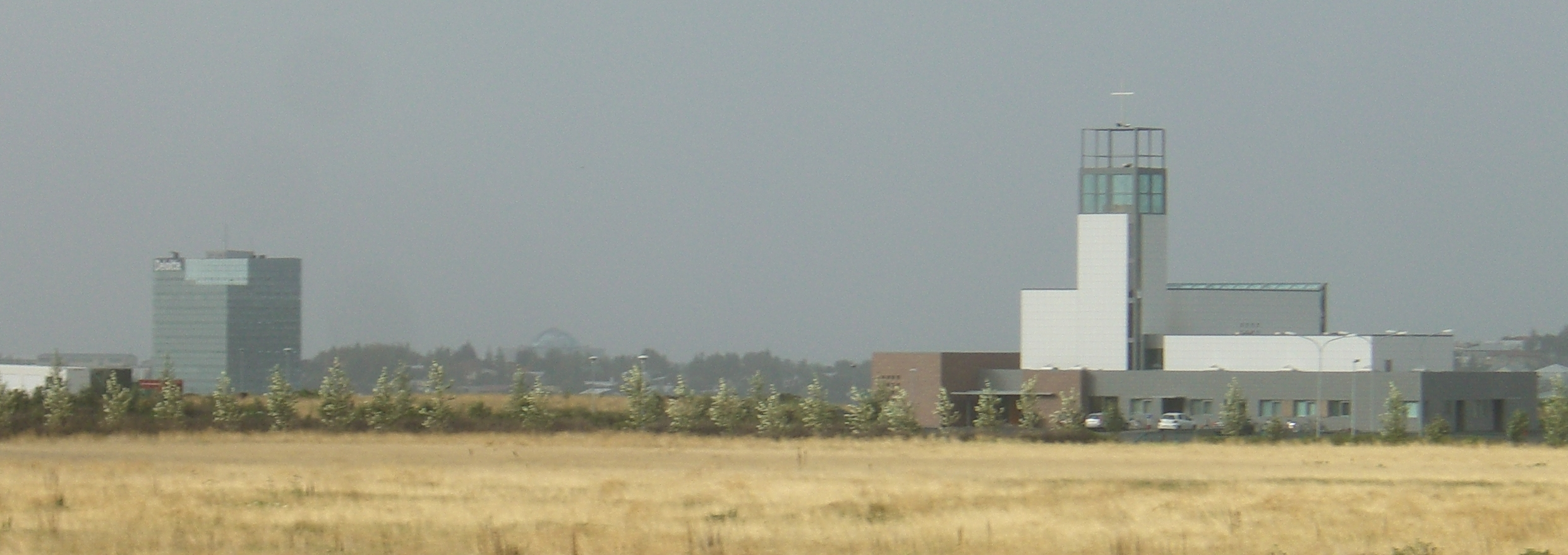
Panorama: po lewej Smáratorg 3, po prawej Lindakirkja, 2010